# Cosimo Corsi
Cosimo Corsi, italijanski rimskokatoliški duhovnik, škof in kardinal, * 10. junij 1798, Firence, † 7. oktober 1870.

## Življenjepis
24. januarja 1842 je bil povzdignjen v kardinala in imenovan za kardinal-duhovnika Ss. Giovanni e Paolo.
20. januarja 1845 je bil imenovan za škofa Jesija in 26. januarja 1845 je prejel škofovsko posvečenje.
19. decembra 1853 je bil imenovan za nadškofa Pise.